# Libosad

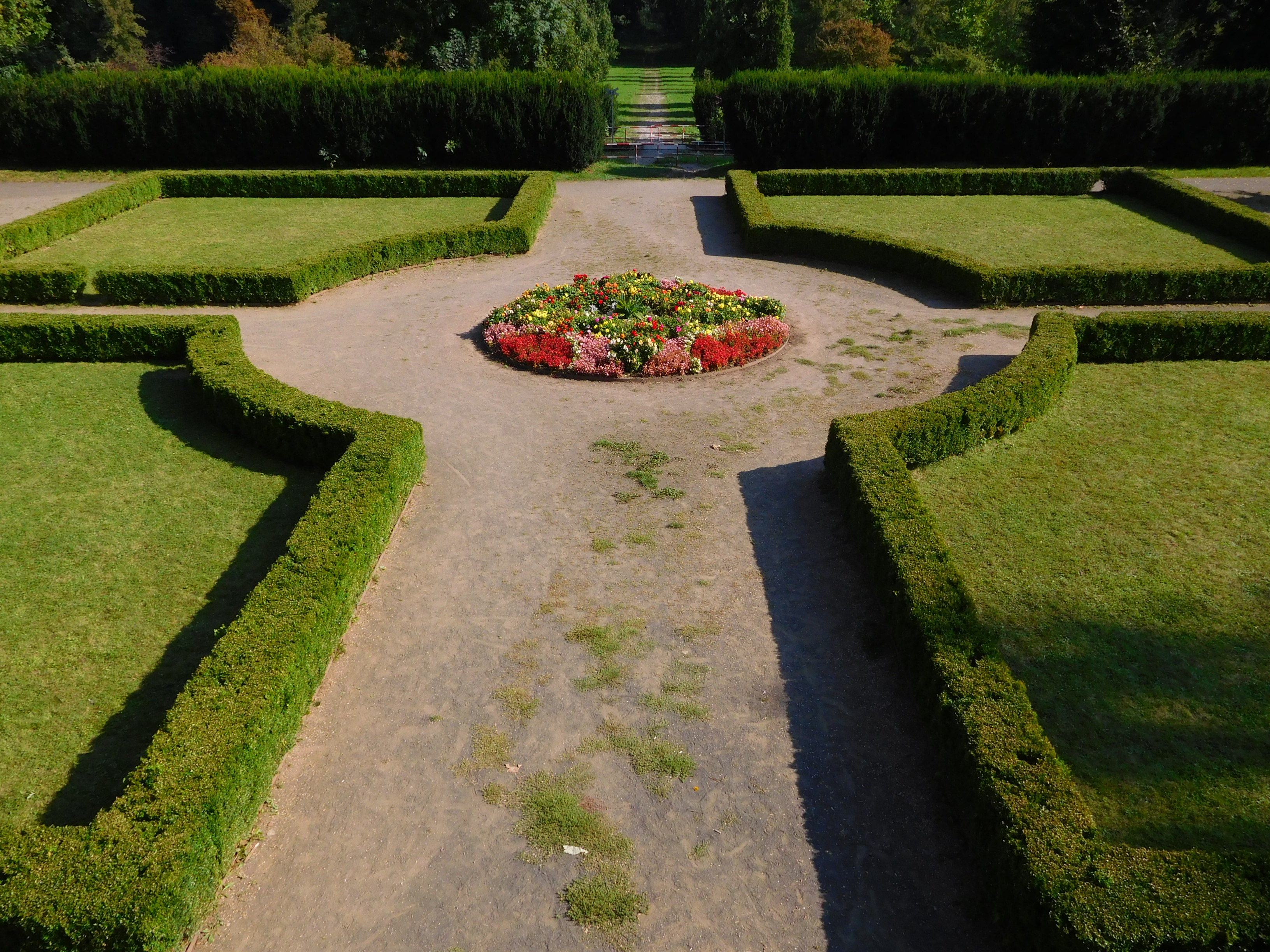
Zahrada před Valdštejnskou lodžií

Libosad je historický park o současné rozloze 2 ha nacházející se cca 2 km severovýchodně od Jičína.

## Popis
V parku, který přiléhá k budově tzv. Valdštejnské lodžie, se nachází řada památných stromů. Například dva buky lesní červenolisté (Fagus sylvatica 'Atropunicea') a kaštanovník jedlý (Castanea sativa)). S Jičínem je park spojen čtyřřadou Valdštejnskou alejí. Ta původně pokračovala až do nedalekých Valdic.

## Historie
Park i s lodžií a přilehlým hospodářským dvorem nechal na počátku třicátých let 17. století vybudovat Albrecht z Valdštejna jako širší součást své Jičínské rezidence. Architektem lodžie, vycházející svým konceptem z italské příměstské vily, i celé navazující rozlehlé zahrady byl významný italský architekt Nicolo Sebregondi Tem byl také autorem tehdy obdivované vily Favorita poblíž Mantovy. I tato vila byla situována v rozlehlé, obdobně koncipované zahradě.
Zahrada byla komponován na osu lodžie a v českém prostředí představovala zcela nový typ, který už můžeme nazvat barokní zahradou. Podobně jako sama budova lodžie měla i zahrada zcela grandiózní rozměry a byla vybavena řadou bazénů s vodotrysky, jejichž zbytky jsou dodnes patrné. Jejich existenci zmiňuje i dobová literatura a nazývá je „wasserkunsty“. Dodnes je dochován také zbytek grotty. Kromě toho byly součástí parku velmi pravděpodobně také střihané živé ploty, bludiště, květinové záhony atp. K parku přiléhala také obora. Jeho součástí byl i veliký rybník.
Po Valdštejnově skonu nebyla zahrada ani lodžie udržovány. Současná romantická podoba parku se vzrostlými stromy pochází až z 18. či 19. století. V bezprostřední blízkosti lodžie byl park po polovině 19. století zcela necitlivě přeťat železniční tratí. Proto je dnes jako park chápána a udržována pouze malá část původního parku. Zadní část bývalé valdštejnské zahrady a posléze parku má dnes charakter běžného listnatého lesa.